# Hello (chanson de Lionel Richie)
Pour les articles homonymes, voir Hello.
Singles de Lionel Richie
Running with the Night
(1983) Stuck on You
(1984)

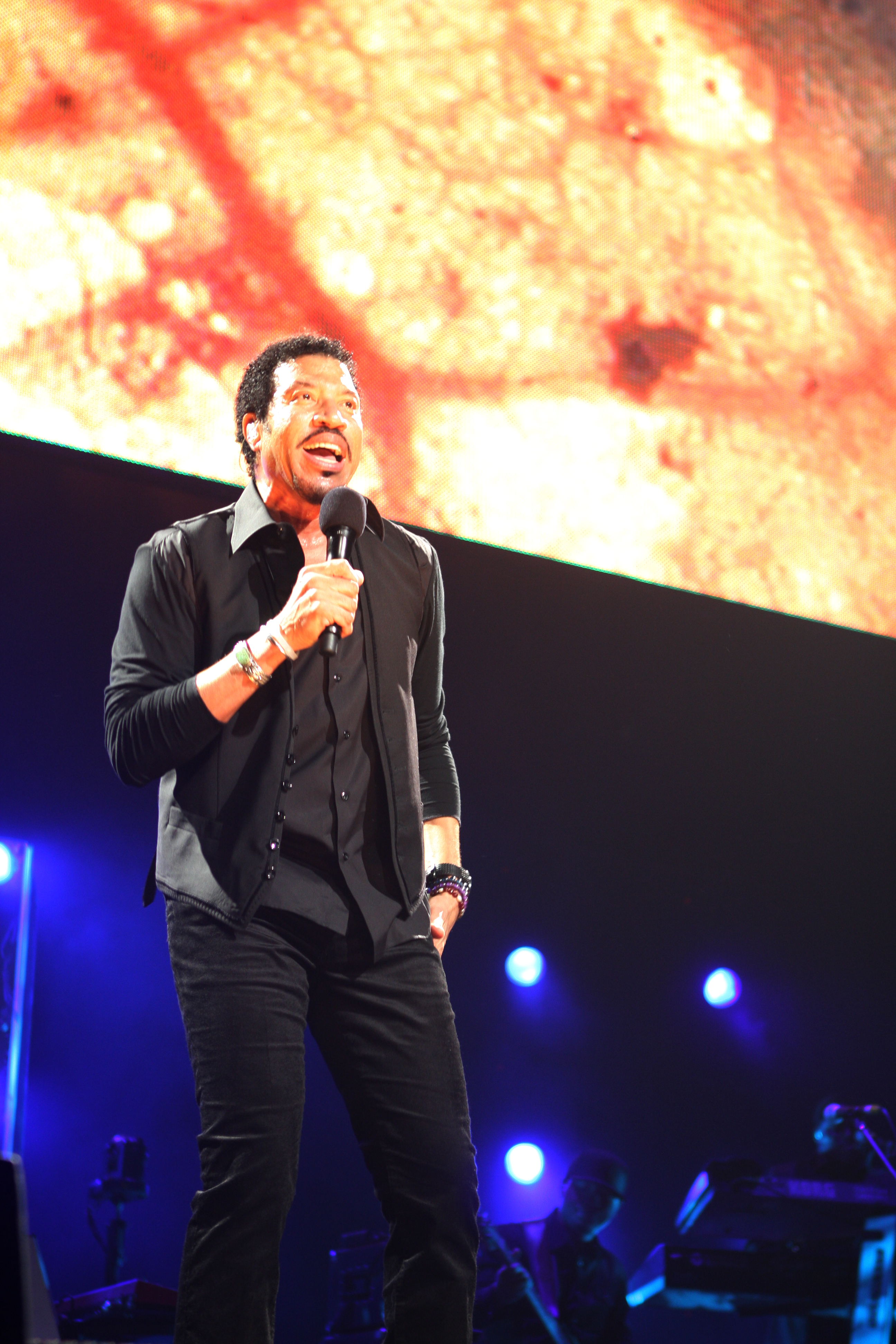
Lionel Richie auteur du chanson Hello

 Hello est une chanson de Lionel Richie, parue sur son deuxième album solo Can't Slow Down. La chanson est sortie le 13 février 1984 en tant que troisième single de l'album. 
Elle atteint la première place sur trois classements Billboard : le Hot 100 (pendant deux semaines), le classement R&B (pendant trois semaines) et le classement Adult Contemporary (pendant six semaines). Elle s'est également classée à la première place du UK Singles Chart. À noter, c'est Peter Banks, l'ex-guitariste du groupe Yes, qui a joué le solo de guitare sur cette chanson, mais il n'a pas été crédité sur l'album.

## Dans la culture populaire
La version originale chantée par Lionel Richie peut être entendue dans plusieurs films : Lunes de fiel (1992), 40 ans, toujours puceau (2005), La Coccinelle revient (2005), Scary Movie 4 (2006), On arrête quand ? (2007), Shrek 4 (2010). 
Elle peut aussi être entendu dans l'épisode 2 de la saison 3 de la série Community et dans l’épisode 5 de la saison 6 de Family Guy.
D'autres interprétations existent comme celle de Jim Davidson dans Appelez-moi Kubrick (2006).

## Classements et certifications

### Classements
| Classement (1984)                      | Meilleure position |
| -------------------------------------- | ------------------ |
| Allemagne de l'Ouest (Media Control)   | 2                  |
| Afrique du Sud (Springbok Top 20)      | 5                  |
| Australie (Kent Music Report)          | 1                  |
| Autriche (Ö3 Austria Top 40)           | 3                  |
| Belgique (Flandre Ultratop 50 Singles) | 1                  |
| Belgique (Flandre BRT Top 30)          | 1                  |
| Canada (Top Singles)                   | 1                  |
| Canada (Adult Contemporary Tracks)     | 1                  |
| États-Unis (Hot 100)                   | 1                  |
| États-Unis (Adult Contemporary)        | 1                  |
| États-Unis (R&B/Hip-Hop Songs)         | 1                  |
| États-Unis (Cash Box Top 100)          | 1                  |
| France (SNEP)                          | 25                 |
| Irlande (Irish Singles Chart)          | 1                  |
| Norvège (VG-lista)                     | 5                  |
| Nouvelle-Zélande (RMNZ)                | 1                  |
| Pays-Bas (Nederlandse Top 40)          | 1                  |
| Pays-Bas (Nationale Hitparade)         | 1                  |
| Pologne (LP3)                          | 3                  |
| Portugal (AFP)                         | 1                  |
| Royaume-Uni (UK Singles Chart)         | 1                  |
| Suède (Sverigetopplistan)              | 6                  |
| Suisse (Schweizer Hitparade)           | 1                  |

| Classement (1984)                    | Position |
| ------------------------------------ | -------- |
| Allemagne de l'Ouest (Media Control) | 27       |
| Australie (Kent Music Report)        | 8        |
| Autriche (Ö3 Austria Top 40)         | 16       |
| Belgique (Flandre Ultratop 50)       | 9        |
| Canada (Top Singles)                 | 11       |
| États-Unis (Hot 100)                 | 7        |
| États-Unis (Adult Contemporary)      | 2        |
| États-Unis (Top Black Singles)       | 7        |
| États-Unis (Cash Box Top 100)        | 12       |
| Pays-Bas (Single Top 100)            | 5        |
| Pays-Bas (Nederlandse Top 40)        | 12       |
| Royaume-Uni (UK Singles Chart)       | 7        |
| Suisse (Schweizer Hitparade)         | 5        |

| Classement (1958-2018) | Position |
| ---------------------- | -------- |
| États-Unis (Hot 100)   | 389      |

### Certifications
| Pays                                                                                                   | Certification | Ventes certifiées |
| --- | ------------- | ----------------- |
| Belgique (BEA)                                                                                         | Platine       | 50 000*           |
| États-Unis (RIAA)                                                                                      | Or            | 1 000 000^        |
| Pays-Bas (NVPI)                                                                                        | Platine       | 100 000^          |
| Royaume-Uni (BPI)                                                                                      | Or            | 964,623           |
| *Ventes selon la certification ^Mise en rayon selon la certification xNon précisé par la certification |               |                   |

## Reprises
- Keith Almgren a réécrit les paroles en suédois et renomma la chanson Du (Toi). Cette version fut enregistrée par Kikki Danielsson sur son album de 1985 Bra vibrationer[43].
- The Shadows ont interprété une version instrumentale de la chanson en 1986 sur leur album Moonlight Shadows.
- Le groupe Incubus a repris la chanson en version acoustique sur Morning View en 2002.
- Me First and the Gimme Gimmes ont repris la chanson dans une version punk sur leur album Take a Break (2003).
- Paul Anka a fait une reprise swing jazz de la chanson sur son album Rock Swings (2005).
- Elias Viljanen, le guitariste du groupe Sonata Arctica repris la chanson en version instrumentale sur son album solo The Leadstar (2005).
- Mireille Mathieu a fait une version en français (Allô).
- Northern Kings en collaboration avec Jarkko Ahola de Teräsbetoni, Marco Hietala de Nightwish, Tony Kakko de Sonata Arctica et Juha-Pekka « JP » Leppäluoto de Charon ont repris le titre sur leur album Reborn (2007).
- L'artiste techno The Field sampla la chanson sur son titre A Paw in My Face, sur l'album From Here We Go Sublime (2007).
- Shirley Bassey reprit la chanson sur l'album Get the Party Started (2007).
- Luther Vandross repris la chanson sur son album Songs (1994).
- Le vainqueur de la saison 7 d'American Idol , David Cook a repris cette chanson lors de la semaine Top 16. Lors de la finale de la saison 8 du programme, elle a été à nouveau reprise par Danny Gokey, qui chanta en duo avec Lionel Richie quelques tubes de l'artiste.
- Elle a été reprise par Eddie Lovette.
- La chanson est reprise dans la série télévisée Glee dans l'épisode « Fuis-moi, je te suis » (« Hell-O » en version originale). Dans l'épisode, elle est interprétée en duo par Lea Michele et Jonathan Groff.